# 2 Regiment Pieszy Koronny

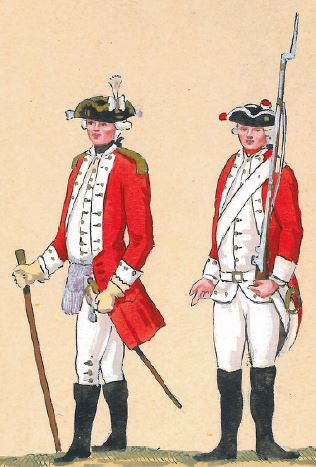
Żołnierze regimentu Królewicza w 1775

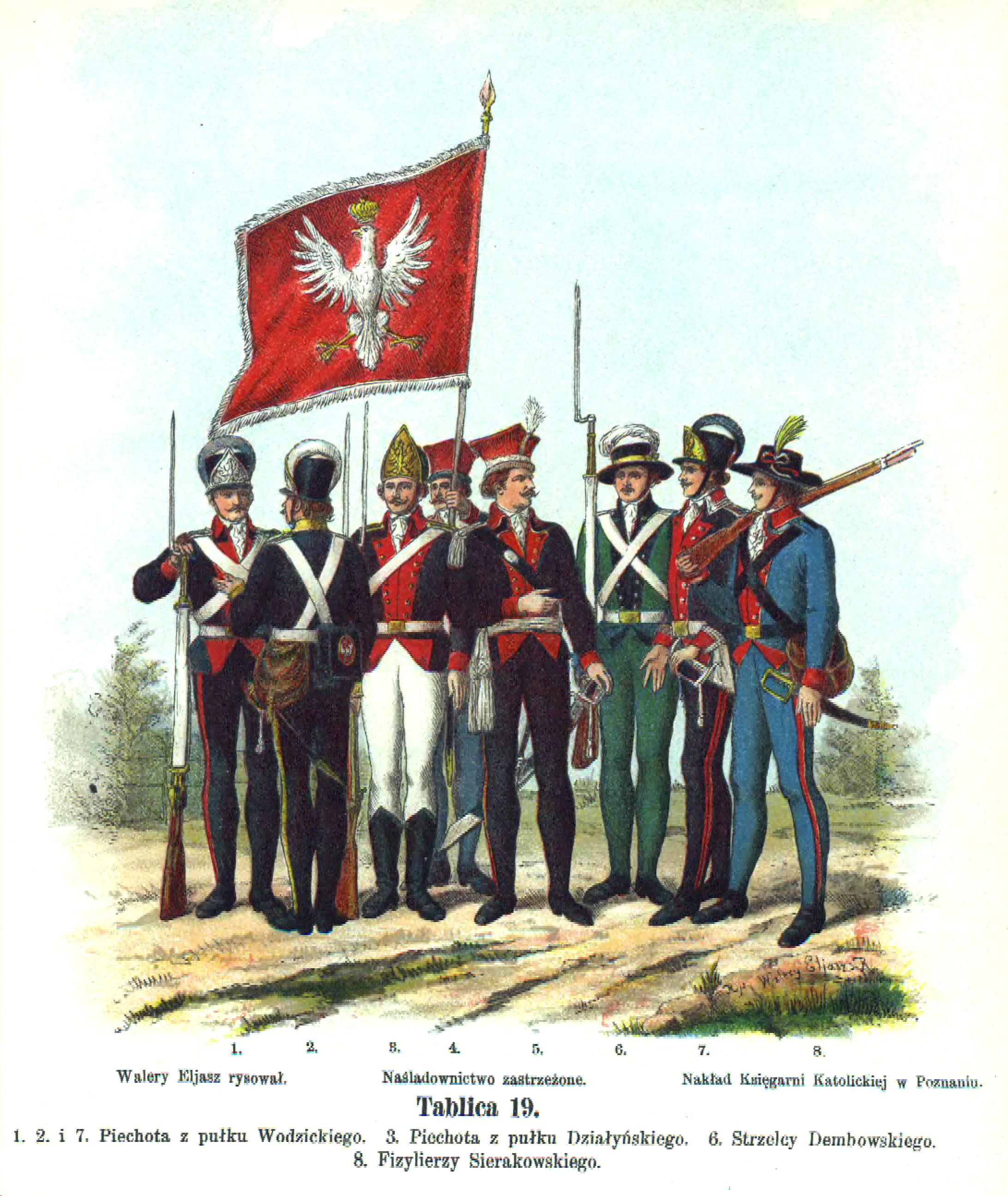
Piechurzy pułku Wodzickiego (2., 3., 7.)

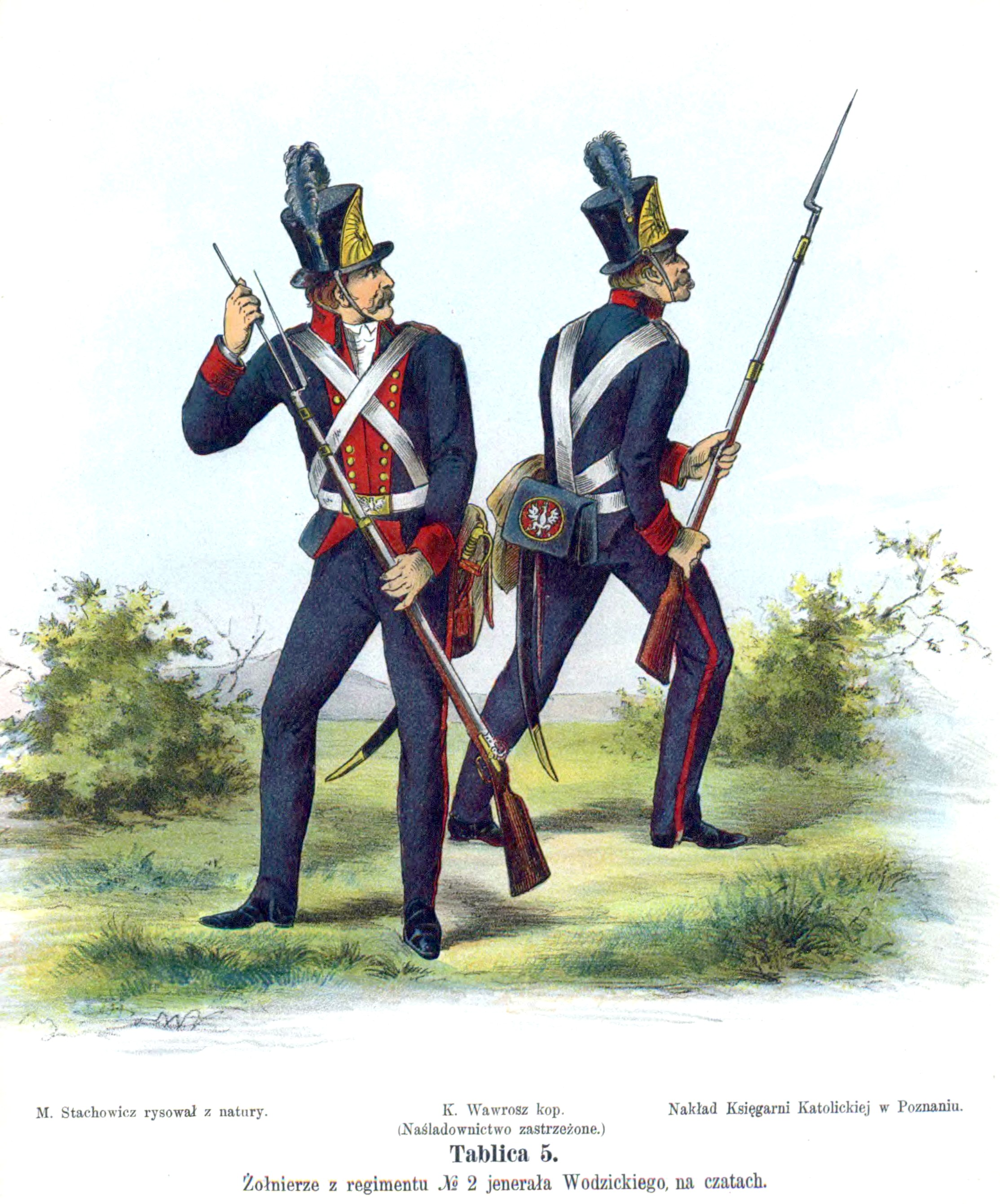
Żołnierze 2. Regimentu

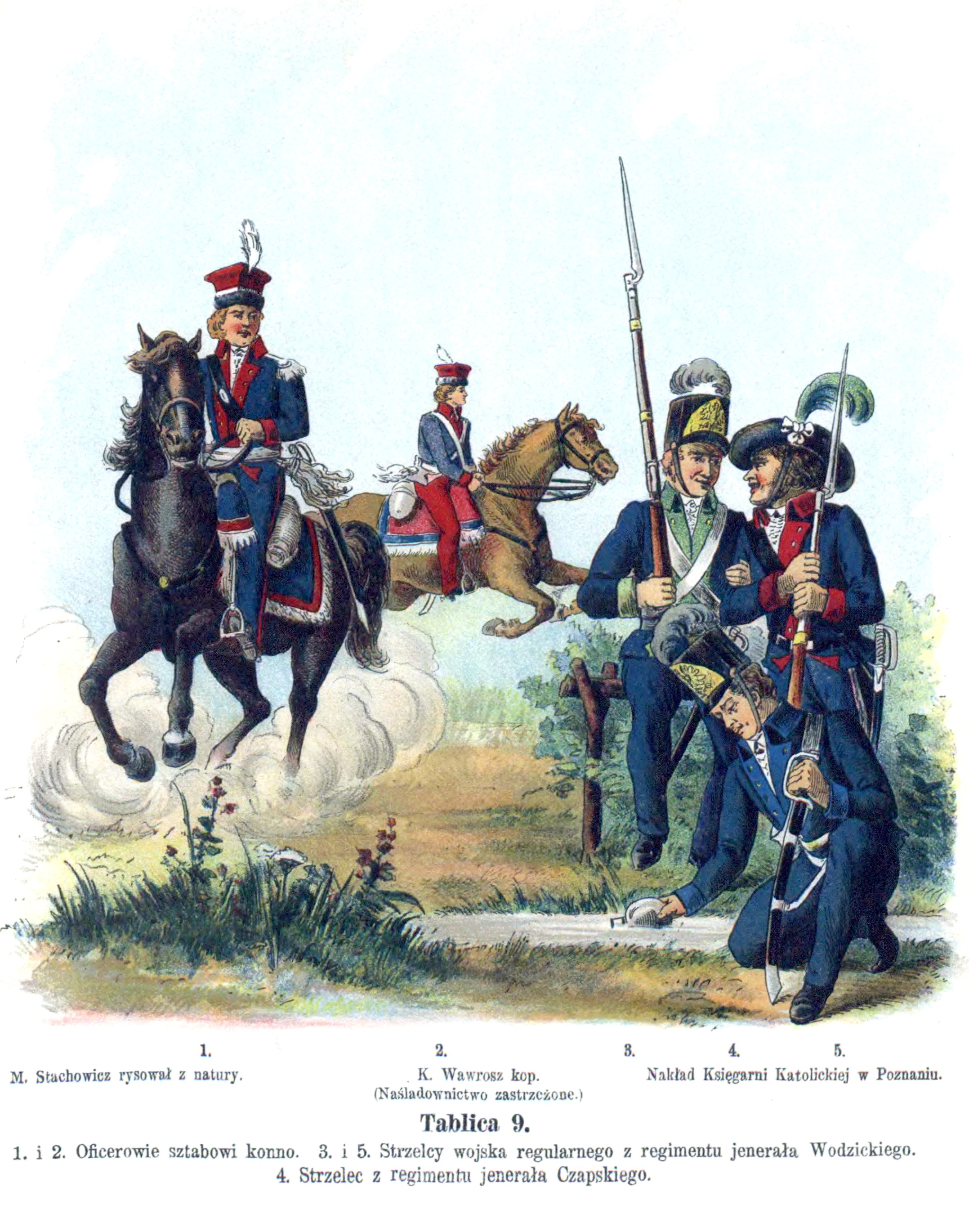
Strzelcy wojska regularnego z Regimentu Wodzickiego (3., 5.)

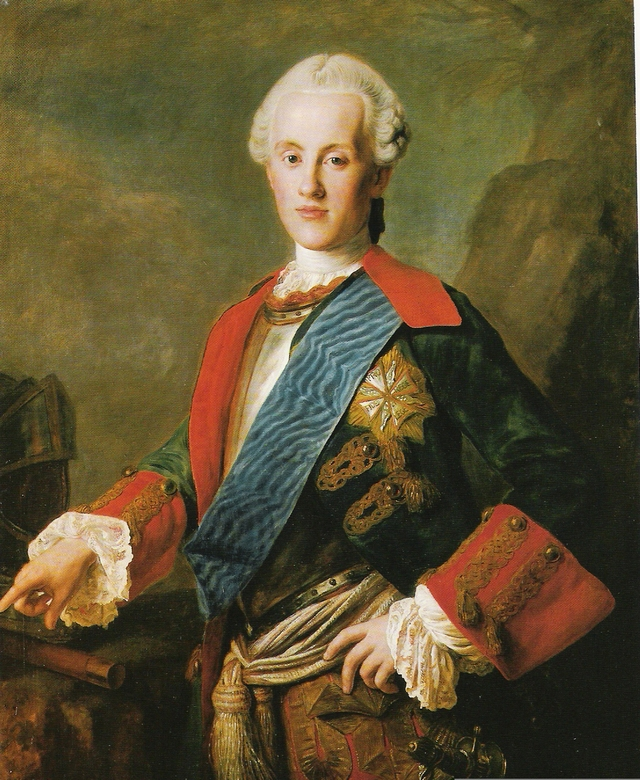
Karol Krystian - patron regimentu za panowania Augusta III

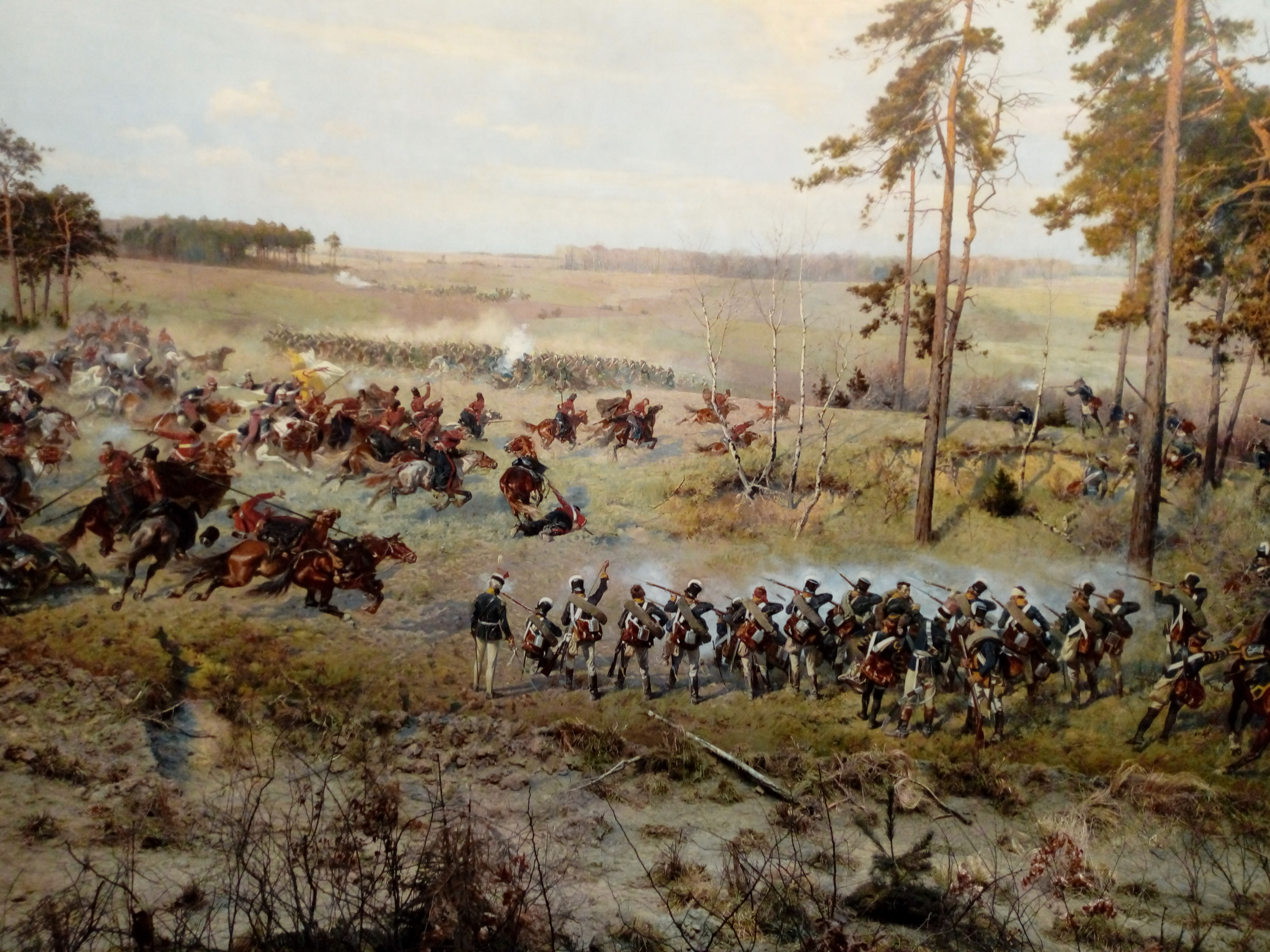
Żołnierze pułku Wodzickiego w bitwie pod Racławicami (fragment Panoramy Racławickiej)

2 Regiment Pieszy Koronny im. Królewicza – oddział piechoty armii koronnej wojska I Rzeczypospolitej.

## Formowanie i zmiany organizacyjne
Rodowód regimentu sięga roku 1576. W tym też roku 550 piechurów przybyłych z Węgier wraz z królem Stefanem Batorym dało początek gwardii pieszej. W 1633 roku król Władysław IV Waza przeorganizował gwardię pieszą w Regiment Gwardii Pieszej Koronnej i powiększył go do 6 rot. W sumie nowy regiment liczył 1200 żołnierzy.
W 1648 roku pod Piławcami regiment został rozbity. Odtworzył go od nowa generał Fromhold von Ludinghausen Wolff. Po kapitulacji Krakowa w 1655 roku regiment został „ogarnięty” przez Szwedów. Wiosną 1658 roku został ponownie odtworzony przez generała Wolffa. Po wojnie Regiment Gwardii został skadrowany do etatu 380 porcji. Potem, uzupełniony do 600 żołnierzy, walczył pod Wiedniem. Po abdykacji Augusta II Mocnego Regiment Gwardii Pieszej Koronnej, przeszedł na stronę antysaskiej konfederacji warszawskiej i opowiedział się w 1707 roku za Stanisławem Leszczyńskim. Po jego klęsce i wyjeździe z Polski, gdy August II odzyskał tron Rzeczypospolitej i utworzył w 1710 roku nowy Regiment Gwardii Pieszej Koronnej szefostwa feldmarszałka Jakuba Henryka Fleminga.
W 1710 roku dawny regiment gwardii, który w czasie wojny przeszedł na stronę Stanisława Leszczyńskiego i walczył pod komendą płk. Seidlitza, został ukarany zmianą nazwy na regiment królewicza. Oznaczało to przesunięcie pułku w hierarchii regimentów o dwie pozycje - za Regiment Gwardii i Regiment Królowej. W tym też roku dawny regiment królewicza szefostwa gen. Z. Rybińskiego zmienił nazwę na regiment generała artylerii koronnej.
Uchwalony na sejmie 1717 roku komput wojska koronnego przewidywał zorganizowanie regimentu królewicza w sile 1000 porcji. Faktyczny stan regimentu w 1719 roku wynosił 604 żołnierzy, w tym 136 oficerów i podoficerów oraz 472 szeregowych. Najbardziej okazałych żołnierzy dobierano do kompanii grenadierskich. Z każdych dziesięciu żołnierzy wybierano też starszego szeregowego (gefrajtera). Podoficerów mianował szef regimentu spośród zaproponowanych przez kapitanów żołnierzy wyróżniających się i piśmiennych, a oficerów mianował hetman na wniosek szefa jednostki.
W 1745 regiment liczył 621 żołnierzy, z tego 424 szeregowych, a w 1755 roku 618 żołnierzy, w tym 480 szeregowych.
Za panowania Augusta III oddział nosił imię Karola, trzeciego syna króla. 
W 1719 roku liczył 604 ludzi (w tym 474 szeregowych), w 1732 w regimencie służyło 510 żołnierzy, w tym 26 oficerów, 384 szeregowych i 9 woźniców, w 1736 r. regiment liczył 606 żołnierzy (w tym 29 oficerów i 450 grenadierów i muszkieterów), w 1745 r. 621 ludzi (w tym 472 szeregowców), w latach 50 618 ludzi (w tym 480 szeregowców). Przejściowo w regimencie służyło nawet 646 żołnierzy (kwiecień 1755 r.), natomiast w trakcie wojny siedmioletniej pomiędzy 582-561 żołnierzy (1759-1761).
Sejm roku 1776 ułożył nowy etat wojska, zmieniając znacznie jego strukturę. Regiment miał liczyć 8 kompanii, a w sumie 467 żołnierzy. 1786 roku nadal liczył etatowo 467 żołnierzy, a praktycznie 458. Wchodził w skład Dywizji Małopolskiej.
W 1786 roku wprowadzono numeracje regimentów piechoty od 1 do 14. Regiment gwardii pozostał bez numeru. Regiment królewicza numer 2 zachował do rozformowania.
Reformy Sejmu Wielkiego zwiększyły stany polskiej piechoty w poszczególnych regimentach. Etaty z października 1789 i maja 1792 roku zakładały istnienie regimentu składającego się z dwunastu kompanii uszykowanych w trzy bataliony, w tym jeden grenadierski i dwa fizylierskie. W praktyce nigdy takiej organizacji nie osiągnięto. W przededniu wojna w obronie Konstytucji 3 maja 2 regiment piechoty im. Królewicza szefostwa Józefa Wodzickiego liczył 1521 żołnierzy.
Regiment w powstaniu kościuszkowskim
W marcu 1794 stan regimentu  wynosił 1324 żołnierzy. Na uzbrojeniu regiment posiadał 700 karabinów. Po bitwie pod Racławicami II batalion nie otrzymał uzupełnień i liczył pod koniec miesiąca 506 żołnierzy. Uzupełniony w obozie pod Bosutowem I batalion liczył 617 głów.

We wrześniu II batalion został odkomenderowany z dywizji Kościuszki jako wsparcie dla gen. mjr. Sierakowskiego. I batalion zaś, w sile 348 głów, ruszył z dywizją księcia Józefa pod Kamion. Z II batalionu po bitwie pod Maciejowicami zostało 54 ludzi i ci żołnierze wzięli udział w obronie Pragi. I batalion w ostatnich dniach powstania utracił spójność organizacyjną.

W bitwie pod Szczekocinami regimentem dowodził  gen. mjr Józef Wodzicki, a po jego śmierci płk Konstanty Lucke. Zastępcą tego ostatniego i jednocześnie dowódcą II batalionu był ppłk Jan Jounga. Majorami 2 regimentu byli: Karol Gramlich, Jan Tolkmit i Kajetan Nidecki.
Po powstaniu kościuszkowskim rozbity regiment funkcjonował jeszcze jakiś czas.

### Liczebność regimentu
Etatowe i faktyczne zmiany liczebności regimentu po 1777 roku przedstawiały się następująco:	
- etat z 1777 – 467 żołnierzy
- faktycznie 1 III 1777 – 425 żołnierzy
- etat z 8 X 1789 – 2153 żołnierzy
- etat tymczasowy z 22 I 1790 – 1440 żołnierzy
- etat wojenny 22 V 1792 – 2169 żołnierzy
- faktycznie 9 VI 1792 – 1521 żołnierzy
- faktycznie IX 1793 – 1342 żołnierzy
- etat z 1 III 1794 – 419 żołnierzy
- faktycznie III 1794 – 1349 żołnierzy

Liczebność regimentu w 1792 roku wynosiła 1521 osób, w marcu 1794 roku 1324, w maju 1123, a we wrześniu 1069 żołnierzy.

## Struktura regimentu
W 1717 roku:
- 1 szef regimentu – 30 porcji
- 1 pułkownik – 20 porcji
- 1 podpułkownik (obersterlejtnant) – 17,5 porcji
- 1 major – 15 porcji
- 2 kapitanów (agreges) – 9 porcji
- 1  kwatermistrz – 7 porcji
- 1 adiutant – 6 porcji
- 1 audytor – 6 porcji
- 1 lekarz – 5 porcji
- 1 kapelan – 4 porcje
- 4 podchorążych – 1,5 porcji
- 6 oboistów – 1,5 porcji
- 1 regimentstamber (dobosz) – 2 porcje
- 1 regimentswebel (profos) – 2 porcje
- 1 wagenmagister (dowódca taboru) – 2 porcje
- 1 stępka – 1 porcja
- 1 woźnica – 1 porcja

Razem 25 żołnierzy i 151,5 porcji
Kompanie liczyły etatowo po 110—115 porcji. Skład każdej (jak w lejbkompanii) przedstawiał się następująco:
- 1 kapitan – 12 porcji
- 1 porucznik lub kapitan-lejtnant – 8 porcji
- 1 chorąży – 4 porcje
- 2 sierżantów  – 2 porcje
- 1 furrier – 1,5 porcji
- 1 felczer – 2 porcje
- 3 kaprali – 1,5 porcji
- 1 trębacz – 1 porcja
- 2 doboszy – 1 porcja
- 1 woźnica – 1 porcja
- 1 cieśla – 1 porcja
- 62 szeregowych

Razem 77 żołnierzy a 103 porcje

## Barwy regimentu
W okresie panowania Sasów, w stosunku do poprzedniego okresu, mundurowanie piechoty polskiej zmieniło się całkowicie. Zniesiono używane dotychczas niebieskie mundury kroju polskiego, a strój żołnierzy upodobniono do saskiego.
Opisy umundurowania żołnierzy regimentu wykonane przez Bronisława Gembarzewskiego na podstawie obrazów z ówczesnej epoki:
- grenadier (oficer) z około 1732: grenadierki srebrne, rajtroki pąsowe, wyłogi, kamizele, spodnie i kamasze białe. Lederwerki białe. Guziki srebrne. Lumtenberger (tulejka na lont na pasie od ładownicy) mosiężny. Galony i butoniery srebrne. Pas od ładownicy srebrny, ładownica pąsowa z galonem i okuciami srebrnymi. Szarfa i temblak srebrne przerabiane karmazynem. Rękawice łosiowe[24].

W latach 40-60 XVIII w. mundur regimentu w czasach saskich składał się z tak zwanego Kleinmunderunku i Munduru Wielkiego. Na skład kleinmunderunku (czyli munduru małego) wchodziły: koszula, półkoszulek z rękawkami (być może brusztuk?), pludry (spodnie) para sukienna i płócienna, trzewiki, podeszwy zapasowe, para kamaszów czarnych (noszone od października do maja) i białych (paradne i na okres letni), parę podwiązek, zamek mosiężny  do halsztuchu (prawdopodobnie czarnego vide obraz Mocka, choć w innych regimentach wydawano po parze czarnych i czerwonych), guzików do kamaszów (36 sztuk), nadto harcapy (być może konopne, jak w innych regimentach), oraz 3 łokcie taśmy do harcapów.
Na wielki mundur składało się:
sukno czerwone (raczej tańszy krabrot niż oficerski pąs) na kurtkę mundurową, sukno białe na pludry, kamizelkę, mankiety i kołnierz do kurtki (w latach 30 XVIII w. kołnierz prawdopodobnie nie występował), kir (boy -rodzaj luźno tkanej tkaniny wełnianej) do podszycia kurtki, płótno szare do podszycia spodni, kamizelki i kurtki, guzików wielkich tuzinów 2, małych tuzinów 2 ½, kapelusz z galonem, halsztuch skórzany obszyty krepą czarną (lub czerwoną), para pończoch noszonych pod kamaszami. Ponadto w regimentach zalecano z zaoszczędzonego sukna czerwonego wykonywać szlafmyce z wyłogami lub otokiem oraz rękawiczki. 
Uzbrojenie składało się z karabinu skałkowego z flintpasem i pfandeklem, pałasza z chwostem wełnianym, bądź tasaka (grenadierzy), ładownicy (u grenadierów były dwie, mniejsza noszona na pasie głównym, i większa na granaty zdobiona mosiężnymi granatami na klapie przedniej). Ponadto grenadierzy posiadali luntenbergery na lonty (potwierdzone źródłowo występowanie do co najmniej 1760 r.). Do wyposażenia zaliczano tzw. ledewerk, czyli m.in. pasy  na i same ładownice, wykonane z czarnej palonej skóry, pas główny do noszenia broni przybocznej, białej, a także rencle (ranzel), czyli torby prowiantowe na skórzanym pasie. Dodatkowo kapitan powinien wyposażyć swoją kompanię w tornistry wydawane przez niego na czas wymarszu z magazynu kompanijnego. Latem podoficerowie i szeregowi używali spodni płóciennych, białych. Oficerowie mieli natomiast bezwzględny zakaz używania pludrów płóciennych. Płaszcze sukienne w kolorze czerwonym (w rachunkach na wykonanie płaszczy występuje sukno w kolorze kapucyńskim) wydawano tylko po dwa dla kompanii na lat sześć, a służyły one wyłącznie wartownikom w okresie od 15 października do 30 kwietnia. 
Podoficerowie posiadali kapelusz ze srebrnym galonem, sznurem i dwoma białymi chwostasami, przyozdobioną kokardą czarno-białą. Ich mundur krojono z większej ilości sukna, a od mundurów szeregowych odróżniał ich tylko galon na mankietach, kołnierzu i kapeluszu. Również oni nosili kamasze na wełnianych pończochach (w literaturze panuje pogląd iż nosili tylko pończochy, co jednak nie znajduje potwierdzenia w źródłach pisanych i rachunkach z epoki). Podoficerowie otrzymywali łosiowe rękawiczki. 
Uzbrojenie podoficerów składało się z pasa głównego, pałasza z chwostem, bandolieru z pistoletem przewieszanym przez lewe ramię oraz kurcgewery, czyli partyzany.
Mundur oficerski był bogatszy, i składał się z tych samych elementów co mundur szeregowych. Dodatkowo oficerowie sporządzali sobie do służby surdut (krótszą kurtkę) z krabrotu (ciemniejsze i tańsze i sukno czerwone) w miejsce paradnej sukni pąsowej. Kurtka zdobiona była dużą ilością galonu, "rynkragiem" (ryngraf) oraz sznurem oficerskim jedwabnym zdobionym metalizowanymi nićmi i chwostami. Oficerowie posługiwali się także podwiązkami sukiennymi w miejsce skórzanych. Oficerowie nosili szpady zdobione, oraz szpontony jako oznakę rangi.
Guziki najprawdopodobniej były cynowe lub posrebrzane. Krój i barwa utrzymała się do około 1775 r. (por. obraz Raspe), 
- po 1776: wyłogi białe, guziki żółte[27]

W stroju tym w drugiej połowie XVIII w. zaszły pewne zmiany. Wzorem innych armii zamiast długich kurtek wprowadzono krótkie z rabatami, kapelusze zaś zastąpiły sztywne kaszkiety z blachą mosiężną zawierającą inicjały monarchy.
W roku 1789  zmieniono poważnie krój i kolor mundurów piechoty. Składał on się z kurtki zimowej koloru granatowego z wyłogami pomarańczowymi, naramiennikami złotymi, Lejbika białego ze stojącym kołnierzem, w lecie koletu sukiennego w kolorze białym z wykładkami podobnymi do wyłogów, zapinanego na guziki żółte od dołu do góry, długich białych spodni wkładanych do butów kroju węgierskiego, wysokich do kolan i wyciętych z tyłu, a wreszcie z kołpaka okrągłego filcowego, wysokiego na około 30 cm, z sukiennym wierzchem pąsowym, daszkiem i blachą mosiężną z orłem. Żołnierze nosili poza tym halsztuki i naramiennik z czarnej szmelcowanej blachy z nicianym chwostem, jako strój zaś koszarowy — kitle i furażerki. Mundury były o wiele wygodniejsze i pozwalały na większą swobodę ruchów. Strój oficerów różnił się barankowym czarnym obszyciem czapek i galonami. Roczny koszt umundurowania piechura (wraz z przymunderunkiem) wynosił 111 zł.
- podczas insurekcji kościuszkowskiej: wyłogi pąsowe, guziki srebrne[27]

## Uzbrojenie
Uzbrojenie żołnierza piechoty składało się z karabinu skałkowego z bagnetem oraz pałasza noszonego na pasie skórzanym, pobielanym. Podoficerowie mieli pistolety, pałasze i tzw. kurcgewery, będących raczej oznaką władzy niż bronią. Oficerowie mieli pistolety i szpady. Cała broń palna i częściowo biała była pochodzenia saskiego. Uzbrojenie to zakupywano na dziesięć lat. W każdej kompanii znajdowały się dwa karabiny zapasowe. W 1775 roku ujednolicono uzbrojenie podoficerów i szeregowych, odbierając tym pierwszym broń krótką, a oficerom pozostawiając jedynie szpady.

## Żołnierze regimentu
Stanowisko szefa regimentu, związane z wielkimi poborami, było najczęściej uważane za synekurę. Szefowie posiadali prawo fortragowania (przedstawiania do awansu) oficerów. Regimentem dowodził zazwyczaj pułkownik. Do 1790 roku w sztabie służyło ośmiu oficerów. Byli to: szef regimentu, pułkownik, podpułkownik, major (do marca 1778 było dwóch majorów), regimentskwatermistrz, adiutant, audytor i regimentsfelczer. Szefa i pułkownika w dowodzeniu kompaniami zastępowali kapitanowie sztabowi. W kompaniach było czterech kapitanów (do marca 1778 trzech), ośmiu poruczników i ośmiu chorążych. Zatem w regimencie znajdowało się 30 oficerów wyłączając kapelana.

Od 1790  znowu było dwóch majorów i trzech kapitanów z kompanią. W związku z podniesieniem etatu całego wojska pojawił się trzeci kapitan sztabowy, ośmiu podporuczników i drugi adiutant.
Szefowie regimentu
- Bogusław Ernest Denhoff (gen.art. lit. 1717–1737),
- Leon Raczyński (1737),
- gen. lejtn. Jerzy Wilhelm Goltz (1737 zm. 24 kwietnia 1767),
- baron Karol Wojciech Szak z Wittenowa (gen. mjr 6 kwietnia 1763),
- Józef Wodzicki (gen. adjut. 4 lutego 1782)

Pułkownicy
- hrabia Flemming (1718),
- Jan Krzysztof de Bardeleben (gen. mjr zm. 1748),
- August Stanisław Goltz (brat szefa 20 lipca 1748)[c],
- Stefan Sułkowski (1763),
- Jan Jakub Dawid von Grammlich (24 marca 1766),
- Adam Heppen (1789)

## Walki regimentu
Walki gwardii królewskiej

Piechota gwardii królewskiej uczestniczyła w latach 1576-1578 w kampanii przeciwko Gdańskowi. Tam walczyła w bitwie pod Lubieszewem. W wojnach inflanckich brała udział w bitwie pod Wielkimi Łukami i Pskowem. Biła się także w 1588 roku pod Byczyną. W latach 1595–1596 broniła  kresowych stanic na Ukrainy przed zagonami tatarskimi. W 1598 roku uczestniczyła w wyprawie Zygmunta II Wazy do Szwecji. Walczyła także w kampanii inflanckiej 1601 roku walcząc pod Białym Kamieniem. W 1609 roku 700 węgierskich i 400 polskich piechurów gwardii królewskiej wzięło udział w wyprawie na Moskwę. Walczyli pod Smoleńskiem, część pod Kłuszynem. Trzystu gwardzistów towarzyszyło hetmanowi pod Cecorą w 1620 roku. Pozostali weszli w skład załóg Chocimia i Kamieńca. Po najeździe Szwedów na Pomorze Gdańskie w 1626 roku gwardia piesza walczyła pod Gniewem, Puckiem i Malborkiem. 
W 1633 roku regiment pod dowództwem Jana Maydela towarzyszył on królowi w odsieczy Smoleńska. Pod Piławcami został rozbity. Odtworzył go generał Fromhold von Ludinghausen Wolff. Pod nowym dowództwem walczył regiment pod Zborowem i Beresteczkiem. Podczas "potopu szwedzkiego"  bronił Krakowa. Odtworzony ponownie, brał udział w oblężeniu Torunia. W 1683 walczył pod Wiedniem. Następnie uczestniczył w kampanii podhajeckiej 1698 roku, inflanckiej 1701 oraz w bitwie pod Kliszowem.
Walki regimentu 2 pieszego

Regiment pieszy Koronny im. Królewicza brał udział w konfederacji barskiej walcząc zarówno po stronie konfederatów jak i po stronie wojsk wiernych królowi.
W 1768 roku walczył pod Bydgoszczą, Chodzieżą, Kościanem, Starogrodem i Piotrkowem, a w roku następnym pod Skrzycznem.
2 Regiment Pieszy Koronny uczestniczył w 1792 roku w VII wojnie polsko-rosyjskiej toczonej w obronie Konstytucji 3 maja. Szef: gen. Józef Wodzicki. Stan osobowy: 1648 ludzi.
Walczył na froncie litewskim pod Grannem. Generał Michał Zabiełło wyróżnił szefa regimentu i jego żołnierzy bardzo pochlebną opinią: 

Żadnego kroku nie czyniłem, ani czynić nie będę bez naradzania się z jenerałem Wodzickim, któremu ... winni będziemy obronę ziemi naszej; jego komenda (2 regiment Pieszy Królewicza) jak jest regularna i porządna, można ufać, że i waleczna nad inne ...

Po wybuchu Insurekcji kościuszkowskiej 24 marca 1794, stacjonujący w Krakowie I batalion jako pierwsi żołnierze powstańczej piechoty starli się z wojskiem rosyjskim pod Iwaniskami i Dębianami. W bitwie racławickiej I batalion pod dowództwem mjr. Konstantego Lucke osłaniał stanowiska artylerii i walczył na lewym skrzydle z oddziałami gen. Pustowałowa, a w decydującym ataku kosynierów nacierał równolegle z nimi. W bitwie pod Szczekocinami regiment działał już w pełnym składzie. Tam poległ prowadzący swych żołnierzy na pruskie armaty generał Wodzicki. 17 i 18 sierpnia regiment bronił Warszawy bijąc się pod Królikarnią i Szczęśliwicami. We wrześniu I batalion włączony został do Dywizji Józefa Poniatowskiego i  ścierał się z Prusakami pod Kamionną i Sochaczewem. W tym czasie II batalion skierowany został na Podlasie dla wzmocnienia Dywizji gen. Karola Sierakowskiego. W jej składzie walczył i został rozbity 10 października w bitwie pod Maciejowicami. Batalion I po odwrocie na południe rozproszył się pod Radoszycami 18 listopada 1794 roku zakopując uprzednio swoje działa.
Bitwy i potyczki:
- Konfederacja barska, Bydgoszcz, Chodzież, Kościan, Starogród, Piotrków (1768),
- Skrzynno (9 kwietnia 1769),
- Krzemień (24 lipca 1792),
- Racławice (4 kwietnia 1794),
- Szczekociny (6 czerwca)
- obrona Warszawy, Szczęśliwice (17, 18 sierpnia),
- Maciejowice (10 października)
- Radoszyce (18 listopada).

## Hierarchia regimentu
1. regiment gwardii (-1710) → regiment królewicza nr 2 (1710-1786) →  od 1886 regiment 2 królewicza (1786-) ↘ rozformowany w 1795
2. regiment królewicza (-1710) → regiment generała artylerii koronnej (1710-1717) → regiment artylerii koronnej (1717-) → regiment fizylierów artylerii koronnej  → batalion fizylierów (-1786) → regiment fizylierów koronnych nr 5 (1786-1788)→  regiment fizylierów koronnych nr 6 (1788-1989) →  od 1889 regiment 5 fizylierów ↘ rozformowany w 1795